# Tochoj (rejon sielengiński)
Tochoj (ros. Тохой) – wieś (ułus) w Rosji, w Buriacji, w rejonie sielengińskim. W 2010 liczyła 2810 mieszkańców.